# Арпино
Арпино (на италиански: Arpino, Arpinum) e град и община в провинция Фрозиноне, регион Лацио, Централна Италия.
Има 7569 жители (31 декември 2009). Намира се на 113 км източно от Рим и на 31 км източно от Фрозиноне.
През древността се казва Арпинум. Основан е според легендата от Сатурн.
През 7 век пр.н.е. е селище на волските. През 4 век пр.н.е. e завладян от самнитите. През 305 пр.н.е. попада под римско владение. В Арпинум е роден Цицерон. Също така от града произлиза и фамилията Арпинеи.
- Castello di Ladislao